# Nordmakedoniens herrlandslag i basket
Nordmakedoniens herrlandslag i basket representerar Nordmakedonien i basketboll på herrsidan. Laget gick med i FIBA 1993 och har sedan dess deltagit i tre EM-slutspel (1999-2011). Makedonien har aldrig lyckats ta någon medalj, men vid EM 2011 var det nära då de förlorade bronsmatchen mot Ryssland med 68-72. Makedonien ligger på 47:e plats på FIBA:s världsranking efter 2010 års världsmästerskap.

## Mästerskapsresultat

### Europamästerskap
- 1999: 13:e
- 2009: 9:e
- 2011: 4:a
- 2013: 21:a
- 2015: 17:e